# 卡尔·B·弗瑞
卡尔·B·弗瑞（英語：Carl Benedikt Frey，？—）是一位瑞典裔美国经济学家和经济历史学家，毕业于瑞典隆德大学，现为牛津大学研究员，主要作品有《就业的未来》（The Future of Employment: How Susceptible Are Jobs to Computerization，与迈克尔·A·奥斯本合著）等。